# 戀花綻放櫻飛時
《戀花綻放櫻飛時》（日语：恋がさくころ桜どき，直譯「戀愛綻放時的櫻花季節」）是由Palette於2014年6月27日發售的一款成人向美少女遊戲。Palette的第13部作品。日文簡稱（sakusaku）。
與Palette於2009年發售的《純白交響曲》相同，主要人物設定由和泉Tsubasu負責。2012年5月在Palette官方網站以及角川書店的雜誌《Comptiq》6月號上首次公開情報。2013年10月20日在日本青年館由Palette開催「PASTA! -PALETTE PREMIUM FESTA-」，之後於10月21日正式開設作品網頁。
2013年10月漫畫版開始連載，同年11月網路廣播開始播放。

## 登場人物

### 主要角色
淺葉悠真（Asaba Yuma）
本作主角，在「櫻南新市鎮」的「美颯學園」就讀的2年級男學生，擔任學校的保健委員，同時也負責女生的戀愛諮詢。由於給的建議非常正確，在女孩子之間相當有名。身為教師的父親數年前逝世。
神鳳杏（Jinpou Ann）
聲優：夏峰いろは
美颯學園3年級女學生，學生會長，對悠真都叫「悠真君」。她穿的校服和別的女學生們不同。
一之瀨美櫻（Ichinose Mio）
聲優：綾部結花
美颯學園2年級女學生，悠真從幼稚園開始的青梅竹馬及同班同學，櫻丘八幡神社的巫女，對悠真都叫「小悠」，學生會書記。重度的男性恐懼症所以很難牽異性的手，為了克服這毛病，每次上學都會牽悠真的手。
月嶋夕莉（Tsukishima Yuri）
聲優：近衛夜空
美颯學園2年級女學生，悠真的同班同學也是美櫻的朋友，認真責任感強的風紀委員長代理，住在學校宿舍。對悠真都叫「淺葉同學」。
有在學校食堂從事服務生的打工。
淺葉小奈美（Asaba Konami）
聲優：上原あおい
美颯學園1年級女學生，悠真的妹妹，學生會會計，對悠真都叫「大哥」。擅長將棋。
蒂娜（Tina）
聲優：咲智ゆん
自稱「戀愛妖精」的神秘少女。定居在淺葉家裡，對悠真都叫「悠真先生」。實際上是死神。
※該角色存在劇情鎖需攻略神鳳杏之後方可解鎖

### 次要角色
埃利諾拉（Eleonora）
聲優：風音
與杏有關係的謎之女性，暱稱「埃利」。
月嶋花子（Tsukishima Hanako）
聲優：桐谷華
夕莉的雙胞胎（同卵雙生）姊姊，美颯學園2年級女學生，與悠真、夕莉為不同班，對悠真都叫「淺葉悠真」。所屬於學園的新聞部，自稱「真影的暗殺者（Portrait Assassin）」。
佐和田奈緒（Sawada Nao）
聲優：丸之內霞
美颯學園的保健醫生，也是女子宿舍的管理員。
淺葉葵（Asaba Aoi）
聲優：加淵以乃
悠真與小奈美的義母，美颯學園的體育教師，也是悠真的班導。和奈緒從學生時代開始就相識。
肥田爽（Koeta Sou）
聲優：仲達
美颯學園的2年級男學生，悠真的同班同學也是好友，學生會副會長。
一之瀨美夕（Ichinose Miyu）
聲優：三代真子
美櫻的姐姐，櫻丘八幡神社的巫女，是大學生。
小太郎（Kotaro）
聲優：六花、金太郎（狼）
不可思議的小動物，本作品的吉祥物。
許珀里翁（Hyperion）
聲優：ほうでん亭センマイ
死神的男性。

## 工作人員
- 原畫：和泉Tsubasu
- 劇本：みなせ未來
- SD原畫：eco*（日语：eco*）
- 音樂：BURTON

## 主題曲
開幕曲「戀花綻放的未來」
作詞 - rino / 作編曲 - 大久保薰 / 歌 - 佐咲紗花
大開幕曲「Distance」
作詞 - rino / 作編曲 - 寶野聰史 / 歌 - 佐咲紗花
閉幕曲「戀風飄飄」
作詞 - rino / 作編曲 - 寶野聰史 / 歌 - 神鳳杏（夏峰いろは）、一之瀨美櫻（綾部結花）、月嶋夕莉（近衛夜空）、淺葉小奈美（上原あおい）、蒂娜（咲智ゆん）
大閉幕曲「與你的世界」
作詞 - rino / 作編曲 - 田辺トシノ / 歌 - 美鄉秋

## 角色歌專輯
《戀花綻放櫻飛時 角色歌專輯》（型番SKSK-01）於2014年6月27日發售。
1. Love Magic!
作詞 - SugarLover / 作編曲 - 田中俊裕 / 歌 - 神鳳杏（夏峰いろは）
2. 櫻花飄飄，裙襬飄飄
作詞 - SugarLover / 作曲 - BURTON / 編曲 - 寶野聰史 / 歌 - 一之瀨美櫻（綾部結花）
3. Feel my heart
作詞 - SugarLover / 作編曲 - 寶野聰史 / 歌 - 月嶋夕莉（近衛夜空）
4. 約定
作詞 - SugarLover / 作編曲 - 田辺トシノ / 歌 - 淺葉小奈美（上原あおい）
5. 戀愛吧-I know your love-
作詞 - SugarLover / 作編曲 - 田中俊裕 / 歌 - 蒂娜（咲智ゆん）
6. Love Magic! (Instrumental)
7. 櫻花飄飄，裙襬飄飄 (Instrumental)
8. Feel my heart (Instrumental)
9. 約定 (Instrumental)
10. 戀愛吧-I know your love- (Instrumental)

| 製作人員                       | 製作人員         |
| ------------------------------ | ---------------- |
| 製作人（Producer）             | 近藤真樹         |
| 原畫（Illustration）           | 和泉Tsubasu      |
| 導演（Director）               | アブカワオサム   |
| 錄音技師（Recording Engineer） | 青木悠、山田大晃 |
| 錄音公司（Recording Studio）   | Studio Luxe      |
| 封面設計（Jacket Design）      | ゆづき           |

## 漫畫版
戀花綻放櫻飛時 Charming scarlet
《月刊Comp Ace》（角川書店）2013年12月號上開始連載，作畫者為三倉ちかげ（以前在《月刊Comp Ace》上連載《男生愛穿女僕裝!?》的漫畫版）。女主角為神鳳杏。2014年4月號休載。2014年5月26日發行單行本第1冊。
戀花綻放櫻飛時 Graceful blue
《月刊Comic Alive》（Media Factory）2013年12月號上開始連載，作畫者為毒田ペパ子（以前在《電擊大王》上連載《在那個夏天等待》的漫畫版）。女主角為月嶋夕莉。2014年5月23日發行單行本第1冊。
戀花綻放櫻飛時 Colorful days
《Manga 4koma Palette》（一迅社）2013年12月號上開始連載的四格漫畫，作畫者為あちゅむち（同時期在《電擊姬》上連載《神風探險者》的漫畫版）。

## 網路廣播
網路廣播《戀花綻放櫻飛時 櫻花廣播》（恋がさくころ桜どき さくらじ）於音泉從2013年11月7日播放。主持人是神鳳杏的聲優夏峰いろは與一之瀨美櫻的聲優綾部結花。

## 評價
《戀花綻放櫻飛時》在日本美少女游戏与动画相关商品销售网站Getchu.com的2014年6月销量榜上排名第1名；2014年全年排名第3名。

## 備註
1. ↑  . Getchu.com.   [2014年6月11日]. （原始内容存档于2020年2月26日） （日语）.
2. ↑  . Getchu.com.   [2012年8月21日]. （原始内容存档于2016年3月4日） （日语）.
3. ↑  . Palette（Clearrave）. 2013年6月23日  [2013年12月1日]. （原始内容存档于2013年12月5日） （日语）.
4. ↑  . コミックアライブ編集部ブログ. 2013年9月21日  [2013年12月1日]. （原始内容存档于2015年6月21日） （日语）.
5. ↑  . Palette（Clearrave）. 2013年10月21日  [2013年12月1日]. （原始内容存档于2014年8月21日） （日语）.
6. 1 2 3  《月刊Comp Ace》2013年12月號150-152頁
7. ↑  . Palette（Clearrave）. 2013年10月21日  [2013年12月1日]. （原始内容存档于2014年8月26日） （日语）.
8. ↑  . Palette（Clearrave）. 2013年10月21日  [2013年12月1日]. （原始内容存档于2014年9月17日） （日语）.
9. 1 2  《Manga 4koma Palette（日语：まんが4コマぱれっと）》2013年12月號10頁
10. ↑  . Palette（Clearrave）. 2013年10月21日  [2013年12月1日]. （原始内容存档于2014年9月17日） （日语）.
11. ↑  . Palette（Clearrave）. 2013年10月21日  [2013年12月1日]. （原始内容存档于2014年9月11日） （日语）.
12. ↑  . Palette（Clearrave）. 2013年10月21日  [2013年12月1日]. （原始内容存档于2014年9月17日） （日语）.
13. ↑  . Palette（Clearrave）. 2014年6月3日  [2014年6月10日]. （原始内容存档于2014年8月21日） （日语）.
14. ↑  《Manga 4koma Palette（日语：まんが4コマぱれっと）》2013年12月號9頁、《月刊Comic Alive》2013年12月號542-555頁、《月刊Comic Alive》2014年1月號549-552頁
15. ↑  . Palette（Clearrave）. 2014年6月3日  [2014年6月10日]. （原始内容存档于2014年8月21日） （日语）.
16. ↑  . Palette（Clearrave）. 2014年6月3日  [2014年6月10日]. （原始内容存档于2014年9月11日） （日语）.
17. ↑  . Palette（Clearrave）. 2014年6月3日  [2014年6月10日]. （原始内容存档于2014年8月21日） （日语）.
18. ↑  《月刊Comp Ace》2013年12月號143-144頁
19. ↑  . Palette（Clearrave）. 2014年6月3日  [2014年6月10日]. （原始内容存档于2014年9月11日） （日语）.
20. ↑  . Palette（Clearrave）. 2014年6月3日  [2014年6月10日]. （原始内容存档于2014年8月11日） （日语）.
21. ↑  . 2013年10月22日  [2013年12月1日]. （原始内容存档于2013年2月9日） （日语）.
22. ↑  . Palette（Clearrave）. 2014年6月11日  [2014年7月24日]. （原始内容存档于2014年7月14日） （日语）.
23. ↑  . 角川書店. 2011年6月22日  [2013年12月1日]. （原始内容存档于2021年1月15日） （日语）.
24. ↑  . 角川書店. 2012年3月21日  [2013年12月1日]. （原始内容存档于2021年1月20日） （日语）.
25. ↑  . 台灣角川. 2013年1月10日  [2013年12月1日]. （原始内容存档于2016年3月4日）.
26. ↑  . 台灣角川. 2013年3月15日  [2013年12月1日]. （原始内容存档于2015年6月21日）.
27. ↑  . Getchu.com.   [2014-05-26]. （原始内容存档于2015-09-24） （日语）.
28. ↑  . KADOKAWA. 2012年3月27日  [2013年12月1日]. （原始内容存档于2016年3月4日） （日语）.
29. ↑  . あちゅむち. 2013年8月30日  [2013年12月1日]. （原始内容存档于2016年3月4日） （日语）.
30. ↑  . Getchu.com.   [2024-06-29]. （原始内容存档于2020-07-08） （日语）.
31. ↑  . Getchu.com.   [2024-06-29]. （原始内容存档于2016-05-03） （日语）.

## 外部連結
- Palette （页面存档备份，存于） （日語）
- 戀花綻放櫻飛時 （页面存档备份，存于） （日語）
- PS4版官方網站 （页面存档备份，存于） （日語）
- 戀花綻放櫻飛時 櫻花廣播[] （日語）
- 「戀花綻放櫻飛時」官方的X（前Twitter） （日語）
- YouTube上的戀花綻放櫻飛時頻道 （日語）
- 三倉ちかげ （页面存档备份，存于） （日語）
- 毒田ペパ子的X（前Twitter） （日語）
- あちゅむち （页面存档备份，存于） （日語）
- 《戀花綻放櫻飛時》在視覺小說數據庫的頁面 （英文）